# Sośnie

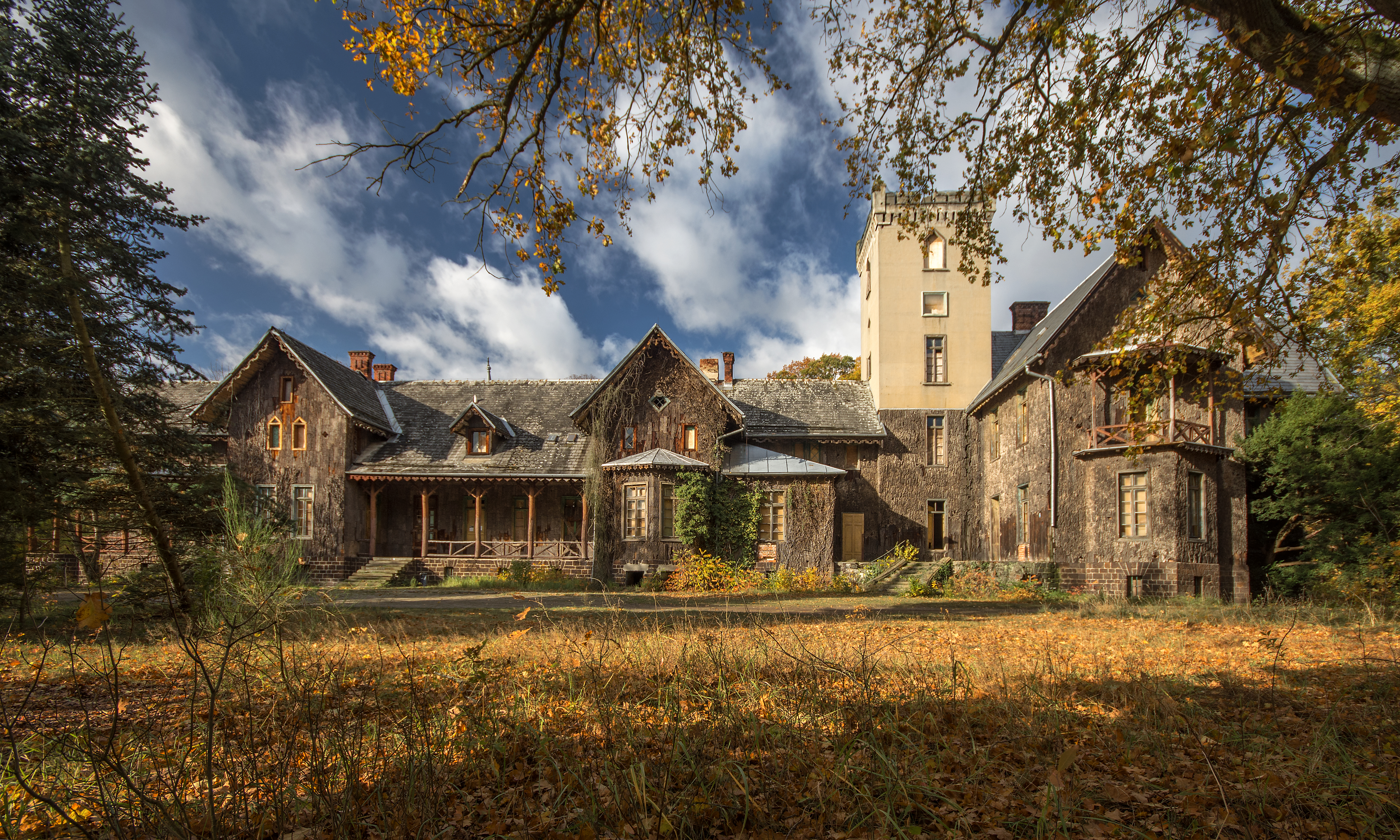
Pałac w Mojej Woli

Sośnie (niem. Suschen) – wieś w Polsce, położona w województwie wielkopolskim, w powiecie ostrowskim, siedziba gminy Sośnie.

## Położenie
Sośnie położone są na południowym skraju doliny Baryczy, na wysokości 129 m n.p.m., nad strumieniami Młyńska Woda, Kobylarka i Polska Woda, przy drodze powiatowej Odolanów - Twardogóra, około 23 km na południowy zachód od Ostrowa Wielkopolskiego i 20 km od Twardogóry.

## Historia
Jest to jedna z najstarszych wsi powiatu ostrowskiego, znana od 1268 roku. Historycznie położona jest na rubieżach Śląska. W początkach XIV wieku istniał tu zamek obronny. Od XVI wieku do 1886 roku należały do dóbr międzyborskich. W 1854 roku wybudowano dla księcia brunszwicko-oleśnickiego Wilhelma pałac w Mojej Woli, a w 1886 wydzielono, należące do Daniela von Diergardt (a po 1891 do wdowy po nim, Agned von Diergardt), dobra o tej samej nazwie, w których znalazły się także Sośnie. 
Po traktacie wersalskim w 1920 wieś odłączono od Śląska, z powiatu sycowskiego, i przyłączono do Polski.
W latach 1942–1944 znajdował się tu hitlerowski obóz pracy dla około 60 osób. Przed 1932 rokiem miejscowość położona była w powiecie odolanowskim, w latach 1975-1998 w województwie kaliskim, w latach 1932-1975 i od 1999 w powiecie ostrowskim.
W okresie międzywojennym w miejscowości stacjonował komisariat Straży Granicznej i placówka II linii SG „Sośnie”.

## Zabytki
- kościół Narodzenia Najświętszej Marii Panny, poewangelicki, neogotycki, z 1895 roku, ufundowany przez Agnes von Diergardt,
- grobowiec Daniela von Diergardt, położony przy kościele,
- dworzec kolejowy Sośnie Ostrowskie, modernistyczny, z 1913 roku,
- pałac Moja Wola z parkiem krajobrazowym uznanym w całości za pomnik przyrody oraz zespołem pofolwarcznym.

## Przyroda
- Park Krajobrazowy Dolina Baryczy,
- Obszar Chronionego Krajobrazu Wzgórza Ostrzeszowskie i Kotlina Odolanowska,
- park krajobrazowy-pomnik przyrody, w Mojej Woli,
- drzewa pomnikowe,
- Las Moja Wola,
- aleja dębowa w Mojej Woli,
- Stawy Możdżanowskie.
- aleja 145 dębów przy drodze Szklarki Śląskiej do Sośni,
- lipy w Leśnictwie Możdżanów,
- dąb „Jan” w lesie na zachód od Możdżanowa o obwodzie ponad 830 cm[6]

## Rekreacja
- Zbiornik Sośnie – łowisko rybackie PZW,
- ścieżka edukacyjno-przyrodnicza Moja Wola,
- sezonowa stanica turystyczna "Biały Daniel".

## Inne informacje
W Sośniach funkcjonują również:
- Zespół Szkół w Sośniach (od r. szk. 2010/2011)
- Przedszkole samorządowe
- Dworzec PKP
- Kościół pw. Narodzenia NMP
- Urząd Gminy Sośnie

## Sport
W gminie Sośnie działał klub piłkarski GKS Zawisza Sośnie. Ostatnio klub występował w Kaliskiej B-Klasie, wycofał się po rundzie jesiennej sezonu 2015/16.